# Coryne longicornis
Coryne longicornis är en nässeldjursart som beskrevs av Bonnevie 1898. Coryne longicornis ingår i släktet Coryne och familjen Corynidae. Inga underarter finns listade i Catalogue of Life.